# Obliwskaja
Obliwskaja (russisch Обли́вская) ist eine Staniza in der Oblast Rostow (Russland) mit 9908 Einwohnern (Stand 14. Oktober 2010).

## Geographie

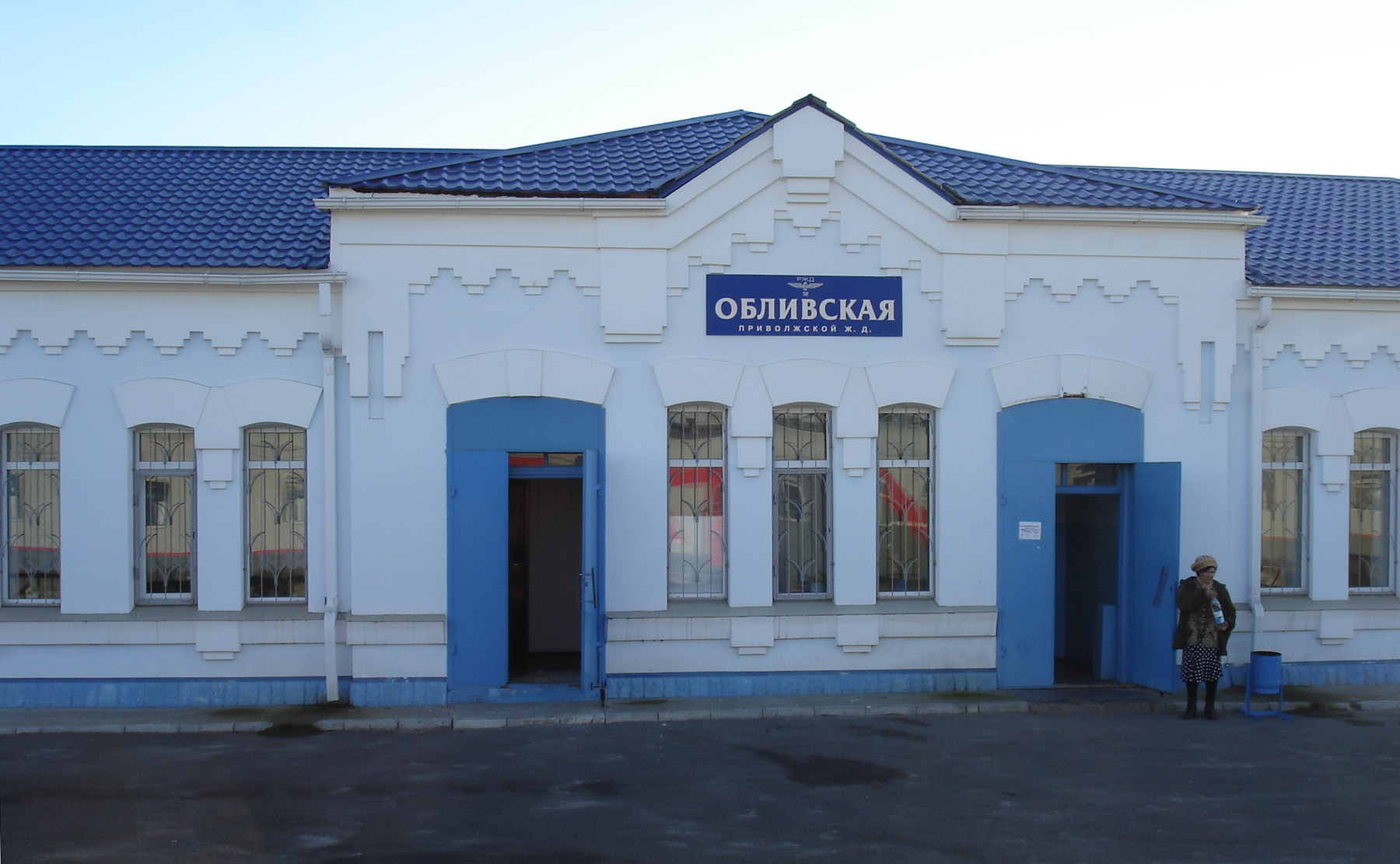
Bahnhof Obliwskaja

Die Ortschaft liegt in der südrussischen Steppenzone, etwa 250 km Luftlinie nordöstlich des Oblastverwaltungszentrums Rostow am Don und 150 km westlich von Wolgograd am rechten Ufer des rechten Don-Nebenflusses Tschir, der dort die Grenze zur Oblast Wolgograd markiert.
Obliwskaja ist Verwaltungszentrum des nach ihr benannten Rajons Obliwski sowie Sitz der Landgemeinde Obliwskoje selskoje posselenije, zu der außerdem die Siedlungen (possjolok) Sewerny (4 km nördlich) und Sredni Tschir (2 km nordwestlich) sowie die Weiler (chutor) Dubowoi (17 km nordöstlich), Gluchomanowski (12 km westlich), Kowylenski (7 km nordöstlich), Ksyl-Aul (nordöstlich anschließend), Lobatschow (8 km westlich), Popow (13 km westnordwestlich), Rjabowski (4 km westlich), Sekretew (13 km nordöstlich) und Senschin (8 km nordöstlich) gehören.

## Geschichte
Die Staniza geht auf den 1744 von Kosaken gegründeten Weiler (chutor) Obliwy zurück. Ab Ende des 18. Jahrhunderts gehörte die Ortschaft zum Land des Don-Heeres (ab 1870 als Oblast des Don-Heeres bezeichnet), und innerhalb dieses ab Einführung einer Verwaltungsgliederung 1835 zum Zweiten Don-Okrug (Wtoroi Donskoi okrug) mit Sitz in der knapp 50 km südöstlich gelegenen Staniza Nischne-Tschirskaja (heute Nischni Tschir) als Teil der Tschernyschowskaja wolost (deren Sitz Tschernyschowskaja heißt seit 1957 Sowetskaja und ist das etwa 60 km entfernte, nördlich benachbarte Rajonzentrum). Gegen Ende des 19. Jahrhunderts war bereits die Namensform Obliwski in Gebrauch. In dieser Zeit wurde die Eisenbahnstrecke von Lichaja (heute Ortsteil von Kamensk-Schachtinski) nach Zarizyn (später Stalingrad, heute Wolgograd) vorbeigeführt, die dort 1901 den Betrieb aufnahm. In Folge wuchsen die Bedeutung und Größe des Ortes weiter; er wurde zur Staniza erhoben, nun unter der heutigen Namensform, und spätestens 1920 selbst Sitz einer Wolost. 1924 wurde Obliwskaja Verwaltungssitz eines neu gebildeten Rajons.
Im Zweiten Weltkrieg wurde Obliwskaja am 30. Juli 1942 von der deutschen Wehrmacht während ihres Vorrückens auf Stalingrad besetzt. In der Nähe betrieb die Wehrmacht einen Feldflugplatz. Während der Operation Uranus der Roten Armee zur Einkesselung der deutschen Truppen in Stalingrad kam die Front Ende November 1942 vorübergehend im Bereich der Bahnstation und Staniza Obliwskaja zum Stehen. In den folgenden Wochen war der Ort stark umkämpft, bevor er am 31. Dezember von der Roten Armee zurückerobert werden konnte.

### Bevölkerungsentwicklung
| Jahr | Einwohner |
| ---- | --------- |
| 1897 | 1227      |
| 1939 | 5406      |
| 1959 | 5803      |
| 1970 | 7995      |
| 1979 | 8441      |
| 1989 | 9608      |
| 2002 | 9543      |
| 2010 | 9908      |

Anmerkung: Volkszählungsdaten

## Verkehr
Obliwskaja liegt an der Eisenbahnstrecke Lichaja – Wolgograd (Streckenkilometer 209). Etwa sieben Kilometer südöstlich, am anderen Ufer des Tschir, führt die föderale Fernstraße A260, Teil der Europastraße 40, von der Grenze zur Ukraine nach Wolgograd vorbei. Von Obliwskaja nach Norden, den Tschir aufwärts durch den nordöstlichen Teil der Oblast über die Rajonzentren Sowetskaja und Bokowskaja bis zur 60K-16, Teil der Verbindung Millerowo – Michailowka, verläuft die Regionalstraße 60K-17.